# Joan Verdú (calciatore)
Joan Verdú Fernández (Barcellona, 5 maggio 1983) è un allenatore di calcio ed ex calciatore spagnolo, di ruolo centrocampista.

## Caratteristiche tecniche
Il suo ruolo naturale è trequartista ma può giocare anche come mediano davanti alla difesa. Tecnicamente molto dotato, abile nel gioco corto e nell'offrire assist ma non molto veloce.

## Carriera

### Club
Verdú ha cominciato la sua carriera da professionista nel Barcellona B, la squadra riserve del Barcellona. Nel 2005 ha debuttato in prima squadra in una gara di Champions League contro lo Shakhtar Donetsk. Nel 2006 si è trasferito al Deportivo La Coruña: alla prima stagione ha giocato 24 partite, dimostrando di essere uno dei talenti più promettenti della squadra galiziana.
Dal 2009 al 2013 gioca all'Espanyol, dove colleziona 144 presenze e segna 23 gol. Il 24 giugno 2013 il giocatore, svincolatosi dall'Espanyol, si trasferisce al Betis Siviglia a parametro zero, firmando un contratto quadriennale. Dopo la retrocessione del club andaluso avvenuta nel 2014 passa al Baniyas negli Emirati Arabi Uniti, dove ha giocato ventiquattro partite segnando dieci gol.
Il 28 agosto 2015 viene ingaggiato a parametro zero dalla Fiorentina, con cui firma un contratto annuale con opzione sul secondo. Esordisce in maglia viola il 20 settembre nella partita di campionato Fiorentina-Carpi (1-0), entrando al 76' al posto di Federico Bernardeschi. Segna il suo primo gol il 4 ottobre nella partita di campionato Fiorentina-Atalanta (3-0).
Il 1º febbraio 2016 rescinde con la Fiorentina e passa al Levante ritrovando il compagno della viola Giuseppe Rossi. Nel gennaio 2017 si trasferisce, da svincolato, al club cinese del Qingdao Huanghai F.C.. Il 5 agosto 2022, all'età di 39 anni, annuncia il ritiro dal calcio giocato.

### Nazionale
Vanta due presenze con una rete con la nazionale spagnola Under-20 nel corso del 2002.
Nato a Barcellona, a partire dal 2006, è stato convocato più volte anche dalla Selezione di calcio della Catalogna con cui ha disputato dieci incontri internazionali nonostante sia una nazionale di calcio non affiliata né alla FIFA né alla UEFA.

## Statistiche

### Presenze e reti nei club
| Stagione                      | Squadra                       | Campionato                    | Campionato | Campionato | Coppe nazionali | Coppe nazionali | Coppe nazionali | Coppe continentali | Coppe continentali | Coppe continentali | Altre coppe | Altre coppe | Altre coppe | Totale | Totale |
| Stagione                      | Squadra                       | Comp                          | Pres       | Reti       | Comp            | Pres            | Reti            | Comp               | Pres               | Reti               | Comp        | Pres        | Reti        | Pres   | Reti   |
| ----------------------------- | ----------------------------- | ----------------------------- | ---------- | ---------- | --------------- | --------------- | --------------- | ------------------ | ------------------ | ------------------ | ----------- | ----------- | ----------- | ------ | ------ |
| 2001-2002                     | Barcelona C                   | TD                            | 19         | 2          |                 | -               | -               |                    | -                  | -                  |             | -           | -           | 19     | 2      |
| 2002-2003                     | Barcellona B                  | SD                            | 31         | 2          |                 | -               | -               |                    | -                  | -                  |             | -           | -           | 31     | 2      |
| 2003-2004                     | Barcellona B                  | SD                            | 32         | 5          |                 | -               | -               |                    | -                  | -                  |             | -           | -           | 32     | 5      |
| 2004-2005                     | Barcellona B                  | SD                            | 36         | 9          |                 | -               | -               |                    | -                  | -                  |             | -           | -           | 36     | 9      |
| set.-dic. 2004                | Barcellona                    | PD                            | 0          | 0          | CR              | 1               | 0               | UCL                | 1                  | 0                  |             | -           | -           | 2      | 0      |
| 2005-2006                     | Barcellona B                  | SD                            | 35         | 15         |                 | -               | -               |                    | -                  | -                  |             | -           | -           | 35     | 15     |
| Totale Barcellona B           | Totale Barcellona B           | Totale Barcellona B           | 134        | 31         |                 | -               | -               |                    | -                  | -                  |             | -           | -           | 134    | 31     |
| 2006-2007                     | Deportivo de La Coruña        | PD                            | 27         | 1          | CR              | 6               | 1               | -                  | -                  | -                  | -           | -           | -           | 33     | 2      |
| 2007-2008                     | Deportivo de La Coruña        | PD                            | 24         | 1          | CR              | 1               | 0               | -                  | -                  | -                  | -           | -           | -           | 25     | 1      |
| 2008-2009                     | Deportivo de La Coruña        | PD                            | 34         | 7          | CR              | 2               | 0               | CU+CI              | 4+1                | 1+0                | -           | -           | -           | 41     | 8      |
| Totale Deportivo de La Coruña | Totale Deportivo de La Coruña | Totale Deportivo de La Coruña | 85         | 9          |                 | 9               | 1               |                    | 5                  | 1                  |             |             |             | 99     | 11     |
| 2009-2010                     | Espanyol                      | PD                            | 34         | 4          | CR              | 2               | 0               | -                  | -                  | -                  | -           | -           | -           | 36     | 4      |
| 2010-2011                     | Espanyol                      | PD                            | 37         | 5          | CR              | 3               | 0               | -                  | -                  | -                  | -           | -           | -           | 40     | 5      |
| 2011-2012                     | Espanyol                      | PD                            | 36         | 5          | CR              | 6               | 1               | -                  | -                  | -                  | -           | -           | -           | 42     | 6      |
| 2012-2013                     | Espanyol                      | PD                            | 37         | 9          | CR              | 1               | 0               |                    | -                  | -                  |             | -           | -           | 38     | 9      |
| Totale Espanyol               | Totale Espanyol               | Totale Espanyol               | 144        | 23         |                 | 12              | 1               |                    |                    |                    |             |             |             | 156    | 24     |
| 2013-2014                     | Betis Siviglia                | PD                            | 20         | 2          | CR              | 3               | 1               | UEL                | 7                  | 0                  | -           | -           | -           | 30     | 3      |
| 2014-2015                     | Baniyas                       | AGL                           | 24         | 10         | CPA             | 9               | 4               | -                  | -                  | -                  | -           | -           | -           | 33     | 14     |
| 2015-gen. 2016                | Fiorentina                    | A                             | 5          | 1          | CI              | 0               | 0               | UEL                | 3                  | 0                  | -           | -           | -           | 8      | 1      |
| gen.-giu. 2016                | Levante                       | PD                            | 13         | 1          | CR              | -               | -               | -                  | -                  | -                  | -           | -           | -           | 13     | 1      |
| 2017                          | Qingdao Huanghai              | CLO                           | 20         | 5          | CC              | 0               | 0               | -                  | -                  | -                  | -           | -           | -           | 20     | 5      |
| Totale carriera               | Totale carriera               | Totale carriera               | 464        | 84         |                 | 34              | 7               |                    | 16                 | 1                  |             | -           | -           | 514    | 92     |